# Ott Saar
Ott Saar (ur. 1997) – estoński zapaśnik walczący w stylu klasycznym. Zajął 27. miejsce na mistrzostwach świata w 2021 i 23. miejsce na mistrzostwach Europy w 2020. Zdobył srebrny medal na mistrzostwach nordyckich w 2018 roku.